# Wanasigra
Wanasigra is een bestuurslaag in het regentschap Ciamis van de provincie West-Java, Indonesië. Wanasigra telt 3179 inwoners (volkstelling 2010).